# Málaga CF
Málaga Club de Fútbol (phát âm tiếng Tây Ban Nha: [ˈmalaɣa ˈkluβ ðe ˈfuðβol], Câu lạc bộ bóng đá Málaga), hoặc đơn giản là Málaga, là một đội bóng đá Tây Ban Nha có trụ sở tại Málaga, Tây Ban Nha. Đội đang chơi ở Segunda División, giải hạng hai của bóng đá Tây Ban Nha.
Họ vô địch UEFA Intertoto Cup vào năm 2002 và lọt vào Cúp UEFA mùa giải sau đó, đi đến vòng tứ kết. Họ cũng lọt vào UEFA Champions League 2012-13, giải đấu mà họ đã đi đến vòng tứ kết. Kể từ tháng 6 năm 2010, chủ sở hữu của câu lạc bộ là nhà đầu tư người Qatar Abdullah ben Nasser Al Thani.

## Thành tích

### Trong nước
- Segunda División
  - Vô địch (1): 1998–99
- Segunda División B
  - Vô địch (1): 1997–98
- Tercera División
  - Vô địch (1): 1994–95

### Quốc tế
- UEFA Champions League
  - Tứ kết (1): 2012–13
- UEFA Europa League
  - Tứ kết (1): 2002–03
- UEFA Intertoto Cup:
  - Vô địch (1): 2002

## Đội hình hiện tại
Tính đến ngày 21 tháng 1 năm 2023
Ghi chú: Quốc kỳ chỉ đội tuyển quốc gia được xác định rõ trong điều lệ tư cách FIFA. Các cầu thủ có thể giữ hơn một quốc tịch ngoài FIFA.
| Số | VT | Quốc gia    | Cầu thủ                             |
| -- | -- | ----------- | ----------------------------------- |
| 1  | TM | Tây Ban Nha | Manolo Reina                        |
| 2  | TĐ | Anh         | Arvin Appiah (on loan from Almería) |
| 3  | HV | Tây Ban Nha | Javi Jiménez                        |
| 4  | HV | Tây Ban Nha | Unai Bustinza                       |
| 5  | HV | Tây Ban Nha | Juande                              |
| 6  | TV | Tây Ban Nha | Ramón                               |
| 7  | TĐ | Bờ Biển Ngà | Lago Junior                         |
| 8  | TV | Tây Ban Nha | Luis Muñoz (đội trưởng)             |
| 9  | TĐ | Tây Ban Nha | Fran Sol (cho mượn từ Dynamo Kyiv)  |
| 10 | TV | Tây Ban Nha | Aleix Febas                         |
| 11 | TV | Tây Ban Nha | Álex Gallar                         |
| 12 | TĐ | Argentina   | Pablo Chavarría                     |
| 13 | TM | Tây Ban Nha | Rubén Yáñez                         |
| 15 | HV | Ghana       | Lumor                               |
| 16 | HV | Tây Ban Nha | Genaro Rodríguez                    |
| 17 | HV | Tây Ban Nha | Julián Delmás                       |
| 18 | TV | Sénégal     | Alfred N'Diaye                      |

| Số | VT | Quốc gia    | Cầu thủ                                        |
| -- | -- | ----------- | ---------------------------------------------- |
| 19 | TV | Tây Ban Nha | Jozabed                                        |
| 20 | HV | Argentina   | Esteban Burgos                                 |
| 21 | TV | Tây Ban Nha | Fran Villalba (cho mượn từ Sporting Gijón)     |
| 22 | HV | Angola      | Jonás Ramalho                                  |
| 23 | HV | Tây Ban Nha | Alberto Escassi (Đội trưởng (bóng đá)#Đội phó) |
| 24 | TĐ | Tây Ban Nha | Rubén Castro                                   |
| 27 | HV | Tây Ban Nha | Víctor Olmo                                    |
| 28 | TV | Mali        | Issa Fomba                                     |
| 29 | TĐ | Tây Ban Nha | Loren Zúñiga                                   |
| 31 | HV | Tây Ban Nha | Andrés                                         |
| 32 | HV | Mali        | Moussa Diarra                                  |
| 34 | TV | Maroc       | Haitam Abaida                                  |
| 35 | HV | Tây Ban Nha | Diego Murillo                                  |
| 37 | HV | Maroc       | Bilal Ouacharaf                                |
| 39 | TV | Tây Ban Nha | Cristian                                       |
| 40 | TV | Tây Ban Nha | Juanmita                                       |

### Cho mượn
Ghi chú: Quốc kỳ chỉ đội tuyển quốc gia được xác định rõ trong điều lệ tư cách FIFA. Các cầu thủ có thể giữ hơn một quốc tịch ngoài FIFA.
| Số | VT | Quốc gia    | Cầu thủ                                                  |
| -- | -- | ----------- | -------------------------------------------------------- |
| —  | TV | Tây Ban Nha | Kevin (tại Gil Vicente đến ngày 30 tháng 6 năm 2023)     |
| —  | TV | Tây Ban Nha | David Larrubia (tại Mérida đến ngày 30 tháng 6 năm 2023) |

| Số | VT | Quốc gia    | Cầu thủ                                                |
| -- | -- | ----------- | ------------------------------------------------------ |
| —  | TV | Tây Ban Nha | Dani Lorenzo (tại Mérida đến ngày 30 tháng 6 năm 2023) |
| —  | TV | Tây Ban Nha | Roberto (tại Barcelona B đến ngày 30 tháng 6 năm 2023) |